# Бутенко, Виктор Иванович
Виктор Иванович Бутенко (род. 1946) — российский учёный, профессор, доктор технических наук.
Заведующий кафедрой механики Таганрогского радио-технического университета (ТРТУ), с 2007 года — Таганрогский технологический институт Южного федерального университета (ТТИ ЮФУ).
Входит в состав диссертационного совета при Донском государственном техническом университете.

## Биография
Родился 11 января 1946 года в г. Ейске Краснодарского края.
В 1970 году окончил Новочеркасский политехнический институт по специальности «Технология машиностроения, металлорежущие стали и инструменты».
В 1973 году защитил диссертацию на соискание ученой степени кандидата технических наук, а в 1992 году — доктора технических наук.
Преподавательской деятельностью занимается с 1973 года. С 1985 по 1992 годы работал в НПО «Кузробот» г. Таганрог.
Научные интересы В. И. Бутенко составляют исследования в области совершенствования технологических процессов механической обработки деталей с целью повышения их износостойкости и надежности.
Им опубликовано 24 монографии, 22 учебных пособия, 12 учебно-методических разработок, получено 85 авторских свидетельств и патентов на изобретение.
В 2009 году вышла его 500-я публикация.